# Kenneth Rudd
Kenneth David Rudd (* 16. Mai 1968 in Westow) ist ein ehemaliger britischer Biathlet.

## Karriere
Ken Rudd bestritt seine erste internationale Meisterschaft 1991 bei den Biathlon-Weltmeisterschaften in Lahti, wo der in Pocklington lebende Soldat 47. des Sprints, 35. des Einzels, sowie mit Ian Woods, Malcom Hamilton und Mike Dixon im Staffelrennen und mit Hamilton, Jason Sklenar und Dixon im Mannschaftsrennen jeweils 14. wurde. 1992 nahm Rudd in Albertville erstmals an Olympischen Winterspielen teil und belegte die Ränge 58 im Sprint, 65 im Einzel und wurde mit Mike Dixon, Paul Ryan und Ian Woods mit der Staffel 18. Bei den zwischenolympischen Weltmeisterschaften in Borowetz kam Rudd auf die Plätze 52 im Sprint, 63 im Einzel und wurde mit der Staffel mit Ian Woods, Mike Dixon und Paul Ryan 21. Zum Karriereabschluss wurden die Olympischen Winterspiele 1994 in Lillehammer, wo er 67. des Sprints sowie mit Dixon, Mark Gee und Woods als Schlussläufer 17. im Staffelwettbewerb wurde. Im Biathlon-Weltcup erreichte er in den Saisonen 1990/91 und 1991/92 Platzierungen in den Punkten, sein bestes Ergebnis in der Gesamtwertung war ein 64. Rang in der Saison 1990/91.
Nach der Saison 1993/94 beendete Rudd seine Karriere.

## Statistiken

### Biathlon-Weltcup-Platzierungen
Die Tabelle zeigt alle Platzierungen (je nach Austragungsjahr einschließlich Olympische Spiele und Weltmeisterschaften).
- 1.–3. Platz: Anzahl der Podiumsplatzierungen
- Top 10: Anzahl der Platzierungen unter den ersten zehn (einschließlich Podium)
- Punkteränge: Anzahl der Platzierungen innerhalb der Punkteränge (einschließlich Podium und Top 10)
- Starts: Anzahl gelaufener Rennen in der jeweiligen Disziplin

| Platzierung         | Einzel | Sprint | Verfolgung | Massenstart | Team | Staffel | Gesamt |
| ------------------- | ------ | ------ | ---------- | ----------- | ---- | ------- | ------ |
| 1. Platz            |        |        |            |             |      |         |        |
| 2. Platz            |        |        |            |             |      |         |        |
| 3. Platz            |        |        |            |             |      |         |        |
| Top 10              |        |        |            |             |      |         |        |
| Punkteränge         | 1      | 1      |            |             | 5    | 20      | 27     |
| Starts              | 25     | 28     |            |             | 5    | 20      | 78     |
| Stand: Karriereende |        |        |            |             |      |         |        |

### Olympische Winterspiele
Ergebnisse bei Olympischen Winterspielen:
|                                             | Einzelwettbewerbe | Einzelwettbewerbe | Einzelwettbewerbe | Einzelwettbewerbe | Staffelwettbewerbe |
| Einzel                                      | Sprint            | Verfolgung        | Massenstart       | Herrenstaffel     |                    |
| ------------------------------------------- | ----------------- | ----------------- | ----------------- | ----------------- | ------------------ |
| Olympische Winterspiele 1992 \| Albertville | 65.               | 58.               | –                 | –                 | 18.                |
| Olympische Winterspiele 1994 \| Lillehammer | –                 | 67.               | –                 | –                 | 17.                |

### Biathlon-Weltmeisterschaften
Ergebnisse bei den Weltmeisterschaften:
| Weltmeisterschaften | Weltmeisterschaften | Einzelwettbewerbe | Einzelwettbewerbe | Einzelwettbewerbe | Einzelwettbewerbe | Staffelwettbewerbe | Staffelwettbewerbe   |
| Jahr                | Ort                 | Einzel            | Sprint            | Verfolgung        | Massenstart       | Herrenstaffel      | Mannschaftswettkampf |
| ------------------- | ------------------- | ----------------- | ----------------- | ----------------- | ----------------- | ------------------ | -------------------- |
| 1991                | Lahti               | 35.               | 47.               | –                 | –                 | 14.                | 14.                  |
| 1992                | Nowosibirsk         | –                 | –                 | –                 | –                 | –                  | 9.                   |
| 1993                | Borowetz            | 63.               | 52.               | –                 | –                 | 21.                | 20.                  |
| 1994                | Canmore             | –                 | –                 | –                 | –                 | –                  | 10.                  |